# Anaglyptus bicallosus
Anaglyptus bicallosus là một loài bọ cánh cứng trong họ Cerambycidae.